# Carl Thompson
Carl Adrian Thompson (ur. 26 maja 1964 w Manchesterze) – brytyjski bokser. Były mistrz świata organizacji WBO (1997-1999) oraz dwukrotny mistrz Europy EBU (1994, 2000) w wadze juniorciężkiej. Walczył w latach 1988-2005.
Jest jednym z trzech pięściarzy, którzy pokonali Davida Haye'a. Dokonał tego 10 września 2004 roku, wygrywając w 5. rundzie przez TKO.